# Central nuclear de Rostov
La Central nuclear de Rostov (en ruso: Ростовская АЭС [ pronunciationⓘ pronunciationⓘ]), también conocida como central nuclear de Volgodonsk (en ruso: Волгодонская АЭС [ pronunciationⓘ pronunciationⓘ]), es la planta de energía nuclear rusa más grande en tamaño de producción está ubicada en el margen izquierdo del embalse de Tsimlyansk en la corriente inferior del río Don cerca de Volgodonsk, Óblast de Rostov.

## Descripción
La construcción del reactor n.º 1 de Rostov comenzó en 1977 y las operaciones comenzaron en 2001. La construcción del reactor n.º 2 comenzó en 1983 y finalizó en 2010. La unidad 3 se conectó a la red eléctrica por primera vez en diciembre de 2015. La unidad 4 pasó por primera criticidad el 7 de diciembre de 2017, y entró en operación comercial el 28 de septiembre de 2018. Las unidades n.º 3 y 4 son de un subtipo VVER-1000/320 mejorado.
El renacimiento posterior a la Unión Soviética de la industria nuclear de Rusia tuvo lugar en Rostov a principios de la década de 2000, con la finalización de la construcción de la unidad 2 en 2010, la unidad 3 en 2015 y la unidad 4 en 2017. La Unidad 4 fue el último reactor VVER-1000/V-320 construido.

## Reactores
| Unidad   | Tipo de reactor | Capacidad Neta  | Capacidad Bruta | Comienzo de la Construcción | Operación comercial      | Clausura |
| -------- | --------------- | --------------- | --------------- | --------------------------- | ------------------------ | -------- |
| Rostov 1 | VVER-1000/320   | 950 megavatios  | 1000 megavatios | 1 de septiembre de 1981     | 25 de diciembre de 2001  | -        |
| Rostov 2 | VVER-1000/320   | 950 megavatios  | 1000 megavatios | 1 de mayo de 1983           | 10 de diciembre de 2010  | -        |
| Rostov 3 | VVER-1000/320   | 950 megavatios  | 1000 megavatios | 15 de septiembre de 2009    | 17 de septiembre de 2015 | -        |
| Rostov 4 | VVER-1000/320   | 1011 megavatios | 1030 megavatios | 16 de junio de 2010         | 28 de septiembre de 2018 | -        |

## Incidentes
El 21 de octubre de 2021, la Unidad Dos de la central nuclear de Rostov activó los procedimientos de parada de emergencia. y se puso en modo mantenimiento, por una fuga de vapor. El 31 de diciembre de 2022 se produjo un incendio en una subestación que provocó la muerte de una persona.